# اورابه نو سوئه تاکه
اورابه نو سوئه تاکه (به ژاپنی: 卜部季武) یکی از ملازمان و محافظان قهرمان افسانه‌ای ژاپن، میناموتو نو یوری میتسو (که گاهی نیز به عنوان رایکو به وی اشاره می‌شود) به‌شمار می‌آمد. وی ظاهراً در طول دوره هی آن، و در قرن دوازدهم ژاپنی می‌زیست. سوئه تاکه در تمام طول زندگی خود یار و یاور رایکو بود، و به عنوان یکی از چهار نگهبان پادشاهان، که تحت نظر رایکو فعالیت می‌کردند، شناخته می‌شد. سوئه تاکه در اصل از خانه سی ریو(اژدهای آبی) سرچشمه گرفته بود. یک افسانه ژاپنی هست که در آن، سوئه تاکه سر از مکانی درمی آورد که به نام اواویاما شناخته شده‌است. قهرمانان مشابه با سوئه تاکه، که آنان نیز تحت فرمان رایکو بودند و ملازمان او به‌شمار می‌آمدند، اوسوی سادامیتسو، کینتوکی، و  واتانابه نو تسونا بودند.

## در اتوگی
در دنیای مدرن، وی یکی از شخصیت‌های شکل پیشرفته بازی نرم افزاری اوتوگی ۲ محسوب می‌شود.